# هاري أنتريم
هاري أنتريم (بالإنجليزية: Harry Antrim)‏ مواليد 27 أغسطس 1884 في شيكاغو - الوفاة 18 يناير 1967 في لوس أنجلوس، هو ممثل أمريكي بدأ مسيرته الفنية سنة 1936. امتدت مسيرته الفنية لأكثر من 31 عاما.

## الأعمال
- معجزة في شارع 34
- الوريثة
- إلمر جانتري

## روابط خارجية
- هاري أنتريم على موقع IMDb (الإنجليزية)
- هاري أنتريم على موقع ألو سيني (الفرنسية)
- هاري أنتريم على موقع قاعدة بيانات برودواي على الإنترنت (الإنجليزية)
- هاري أنتريم على موقع قاعدة بيانات برودواي على الإنترنت (الإنجليزية)
- هاري أنتريم على موقع قاعدة بيانات الأفلام السويدية (السويدية)
- هاري أنتريم على موقع إن إن دي بي (الإنجليزية)
- هاري أنتريم على موقع قاعدة بيانات الفيلم (الإنجليزية)
- هاري أنتريم على موقع كينوبويسك (الروسية)